# Kokereelberg
De Kokereelberg (Frans: Mont Kokereel) is een heuvel in Frans-Vlaanderen gelegen in de omgeving van Berten en Boeschepe. De voet van de Kokereelberg ligt vlak bij de voet van de Boeschepeberg en de Katsberg. De naam van de berg is afgeleid van het Franse woord querelle dat staat voor ruzie, twist. Op deze berg is in het verleden een ruzie uitgevochten.
De Kokereelberg is een onderdeel van de zogenaamde centrale heuvelkam in het Heuvelland, deze bestaat daarnaast uit de Watenberg, Kasselberg, Wouwenberg, Katsberg, Boeschepeberg, Zwarteberg, Vidaigneberg, Baneberg, Rodeberg, Sulferberg, Goeberg, Scherpenberg, Monteberg, Kemmelberg en Letteberg. Ten zuiden van deze heuvelkam bevindt zich het stroomgebied van de Leie, ten noorden van deze heuvelkam het stroomgebied van de IJzer.

## Wielrennen
De Kokereelberg wordt meermaals beklommen in Gent-Wevelgem, onder andere in 2016.
De helling was ook opgenomen in de eerste versie van de rode lus van de recreatieve wielerroute Gent-Wevelgemroute.